# Kawkhali
Kawkhali (en bengali : কাউখালী) est une upazila du Bangladesh dans le district de Pirojpur. En 1991, on y dénombrait 70 347 habitants.